# Leszek Kucharski

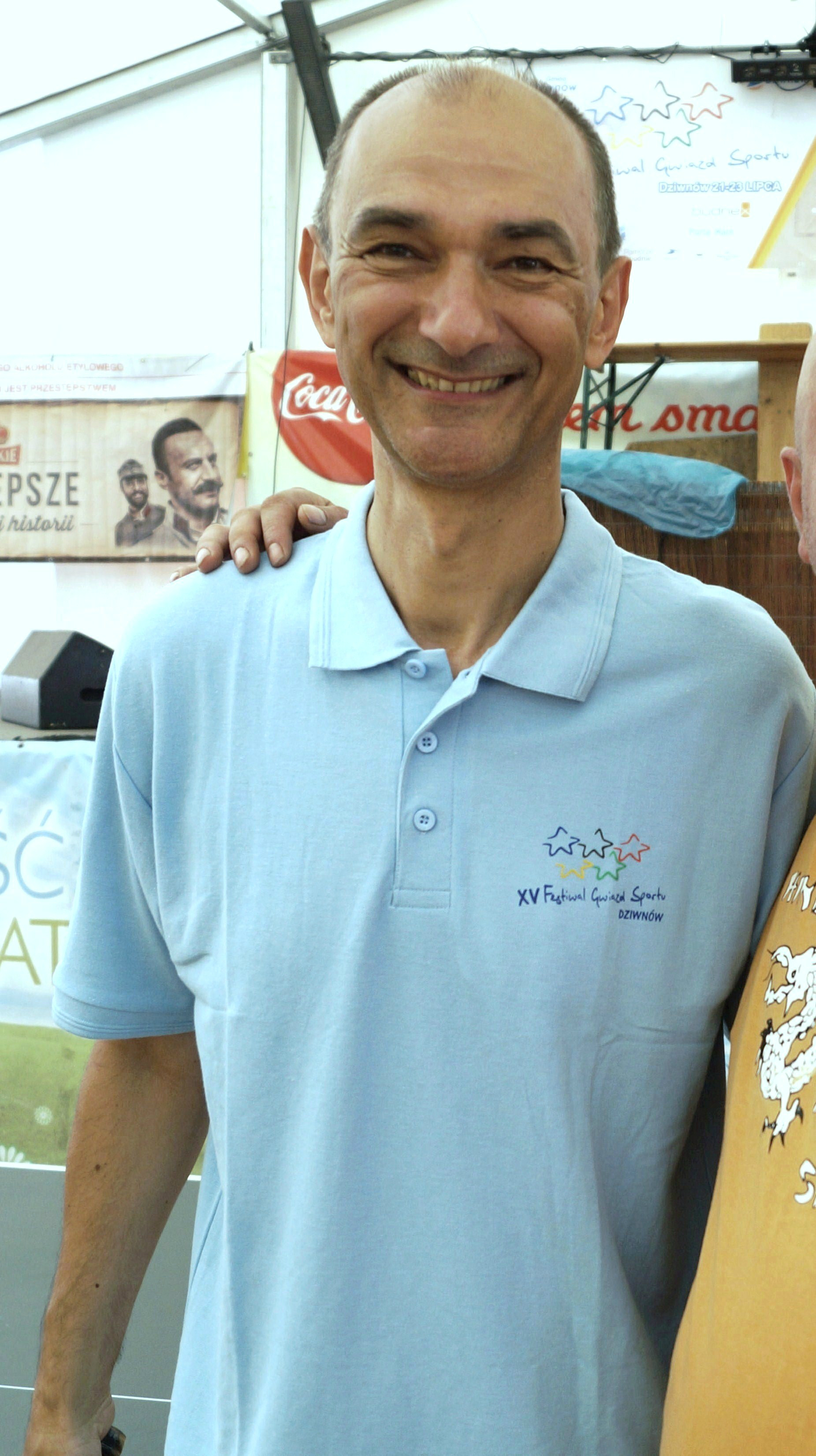
Leszek Kucharski in 2016

Leszek Kucharski (Gdańsk, 29 juli 1959) is een Pools voormalig tafeltennisser. Hij was samen met Zoran Kalinić verliezend finalist in het dubbelspeltoernooi van de wereldkampioenschappen 1989. Drie jaar daarvoor stond hij al in de eindstrijd van de Europese kampioenschappen in het enkelspel, maar verloor hierin van Jörgen Persson.

## Sportieve loopbaan
Kucharski maakte zijn debuut in het internationale (senioren)circuit op de wereldkampioenschappen in Birmingham 1977. Het was het eerste van acht WK's waarop hij tot en met 1993 zou spelen. Zijn sportieve hoogtepunt zou hij daarop bereiken in Dortmund 1989. Nadat Kucharski op het voorgaande WK in New Delhi 1987 samen met Andrzej Grubba al broons won in het dubbelspel voor mannen, kwam hij ditmaal met Kalinić aan zijn zijde in de finale. Daarin gingen de Duitsers Jörg Roßkopf en Steffen Fetzner niettemin met de titel lopen.
Het was de laatste keer dat Kucharski zo dicht bij een internationale seniorentitel zou komen. Hij bereikte eerder de finale van het landentoernooi op de Europese kampioenschappen in Moskou 1984 en die van het enkelspel op het EK in Praag 1986. Ook hier moest de Pool beide keren genoegen nemen met zilver, door toedoen van de Franse nationale ploeg en dat van de Zweed Persson. 
Kucharski plaatste zich in 1982 en van 1985 tot en met 1991 ieder jaar voor de Europese Top-12, maar behaalde er nooit een podiumplaats. Hij werd er wel één keer vierde (1988) en twee keer vijfde (1986 en 1987). De Pool kwam uit voor zijn vaderland op de Olympische Zomerspelen van 1988 en 1992. Zijn beste resultaat was een zesde plaats in het dubbelspel in '88, samen met Grubba.

## Erelijst
Belangrijkste resultaten:
- Verliezend finalist dubbelspel wereldkampioenschappen 1989 (met Zoran Kalinić), brons in 1987 (met Andrzej Grubba)
- Brons WK landenploegen 1985 (met Polen)
- Laatste zestien enkelspel WK 1987
- Vierde plaats World Cup 1987
- Laatste zestien enkelspel Olympische Zomerspelen 1988
- Verliezend finalist enkelspel Europese kampioenschappen 1986
- Verliezend finalist landenploegen Europese kampioenschappen 1984
- Vierde plaats Europese Top-12 1988